# 上田滋夢
上田 滋夢（うえだ じむ、1965年11月11日 - ）は、京都府京都市出身の元プロサッカー選手、サッカー指導者。京都教育大学大学院教育学研究科修了。追手門学院大学社会学部社会学科教授。
ジム・ウェーダー（Jim Weder）という英語風の名前も用いる。

## 経歴
大学在学中に渡英し、イングランド2部、イングランド3部、スコットランド1部で3季、プロ選手としてプレー。1988年3月引退。また日本では数少ないUEFA公認コーチのライセンス保有者である。
サッカークラブ代表の傍ら、スカパー!やKBS京都でサッカー解説者として活動している。解説者活動ではアナウンサーから「じむさん」と呼びかけられることが多い。

## 所属クラブ

### 選手
- 東京都立石神井高等学校
- 日本大学

### 指導者
- 1988年5月-1989年6月 スコットランド代表コーチ、U-16、U-18コーチ（スコットランド）
- 1989年6月-1990年5月 アヤックス U-14、U-16コーチ（オランダ）
- 1990年6月-1990年11月 スコットランド代表コーチ（スコットランド）
- 1990年12月-1991年3月 キルマーノックFC監督（スコットランド）
- 京都教育大学サッカー部ヘッドコーチ、総監督（日本）
- 1994年12月-1995年9月 日本サッカー協会・強化委員会委員（日本）
- 1995年10月-1997年4月 アビスパ福岡・育成普及部ヘッドコーチ（日本）
- 1997年7月-1998年1月 ヴィッセル神戸・強化部長補佐（日本）
- 1998年8月-2000年3月 中京大学サッカー部ヘッドコーチ（日本）
- 2000年4月-2001年 AS.ラランジャ京都・副代表（日本）
- 2001年- AS.ラランジャ京都・代表（日本）
- 2003年2月-2006年1月 名古屋グランパスエイト・テクニカルディレクター（日本）
- 2006年2月- AS.ラランジャ京都・監督（日本）

## エピソード
- 欧州でのプロサッカー指導者の経験があることから、他の日本人サッカー解説者とは異なる視点からの解説を行うことが多く、普段サッカーを見る機会の少ない視聴者には理解の難しい点も多いが、一方で、単にボールを目で追いかけているだけでは見落としてしまうプレーや、「ずる賢さ」など日本サッカーに足りない部分を強調するなど、玄人好みの解説であるとも言える。
- 彼はサッカーのポジションである「ボランチ」という概念は理解できないと話している。「アンカー（anchor）」と表現するならば理解できると話した(ボランチはブラジル発祥の用語で、イギリスでは主にアンカーと呼ぶため)。
- 2009年花見小路四条にブラジル料理店「夢ZEN〜和魂洋彩」を開店した。